# Landgericht Oppeln
Das Landgericht Oppeln war ein preußisches Gericht der ordentlichen Gerichtsbarkeit im Bezirk des Oberlandesgerichtes Breslau mit Sitz in Oppeln.

## Vorgeschichte
Im Jahre 1849 wurden in Preußen Appellationsgerichte gebildet, denen Kreisgerichte nachgeordnet waren, die für jeweils einen Landkreis als erstinstanzliche Gerichte dienten. In Ratibor entstand damit das Appellationsgericht Ratibor mit 16 zugeordneten Kreisgerichten, darunter das Kreisgericht Oppeln sowie das Schwurgericht Oppeln.

## Geschichte
Im Zuge des neuen Gerichtsverfassungsgesetzes wurde das königlich preußische Landgericht Oppeln mit Wirkung zum 1. Oktober 1879 als eines von 14 Landgerichten im Bezirk des Oberlandesgerichts Breslau gebildet. Der Sitz des Gerichtes war Oppeln. Das Landgericht war danach für den Landkreis Kreuzburg O.S., den Landkreis Lublinitz, den Landkreis Oppeln, den Landkreis Rosenberg O.S., den Landkreis Groß Strehlitz und einen kleinen Teil des Landkreises Neustadt O.S. zuständig. Ihm waren folgende Amtsgerichte zugeordnet:
| Amtsgericht                | Sitz           | Bezirk |
| -------------------------- | -------------- | --- |
| Amtsgericht Carlsruhe      | Carlsruhe      | aus dem Kreis Oppeln die Amtsbezirke Carlsruhe, Dammratsch, Königlich Dombrowka und Teile der Amtsbezirke Creutzburgerhütte und Murow |
| Amtsgericht Constadt       | Constadt       | aus dem Kreis Creuzburg der Stadtbezirk Constadt und die Amtsbezirke Bürgsdorf, Constadt-Ellguth, Jacobsdorf, Schönfeld, Simmenau, Deutsch-Mürbitz, Polnisch-Mürbitz und den Gemeinde- und Gutsbezirk Brinnitze aus dem Amtsbezirk Wundschütz                              |
| Amtsgericht Creuzburg      | Creuzburg      | der Kreis Creuzburg, ohne den Teil, der den Amtsgerichten Constadt und Pitschen zugeordnet war; aus dem Kreis Rosenberg die Amtsbezirke Bodland, Jagdschloss Bodland, Borkowitz, Jaschine, Kraskau-Neuhof und den Gemeindebezirk Schiorke aus dem Amtsbezirk Kotschanowitz |
| Amtsgericht Groß-Strehlitz | Groß-Strehlitz | der Kreis Groß-Strehlitz, ohne den Teil, der dem Amtsgerichte Ujest zugeordnet war |
| Amtsgericht Guttentag      | Guttentag      | aus dem Kreis Lublinitz der Stadtbezirk Guttentag und die Amtsbezirke Schloss Guttentag, Gwosdzian und den Gemeindebezirk Pluder aus dem Amtsbezirk Koschmieder |
| Amtsgericht Krappitz       | Krappitz       | aus dem Kreis Oppeln der Stadtbezirk Krappitz und die Amtsbezirke Schloss Krappitz, Rogau und den Amtsbezirk Dobrau und den Gemeindebezirk Pietna aus dem Amtsbezirk Stiebendorf aus dem Kreis Neustadt                                                                    |
| Amtsgericht Kupp           | Kupp           | aus dem Kreis Oppeln die Amtsbezirke Brinnitz, Alt Budkowitz, Chrosczütz, Jellowa, Kupp, Lugnian, Alt-Poppelau, Alt Schalkowitz und Teile der Amtsbezirke Creutzburgerhütte und Murow                                                                                      |
| Amtsgericht Landsberg      | Landsberg O.S. | aus dem Kreis Rosenberg der Stadtbezirk Landsberg und die Amtsbezirke Busow, Jamm, Krysanowitz, Ober-Paulsdorf, Seichwitz, Uschütz und der Gemeindebezirk Jastrzngowitz aus dem Amtsbezirk Skronskau                                                                       |
| Amtsgericht Lublinitz      | Lublinitz      | der Kreis Lublinitz, ohne den Teil, der dem Amtsgerichte Guttentag zugeordnet war |
| Amtsgericht Oppeln         | Oppeln         | der Kreis Oppeln, ohne den Teil, der den Amtsgerichten Carlsruhe, Krappitz und Kupp zugeordnet war |
| Amtsgericht Pitschen       | Pitschen       | aus dem Kreis Creuzburg der Stadtbezirk Pitschen und die Amtsbezirke Costau, Jaschkowitz, Proschlitz, Reinersdorf und Roschkowitz |
| Amtsgericht Rosenberg O.S. | Rosenberg O.S. | der Kreis Rosenberg O.S. außer den Teilen die den Amtsgerichten Creuzburg und Landsberg O.S. zugeordnet waren |
| Amtsgericht Ujest          | Ujest          | aus dem Kreis Groß-Strehlitz der Stadtbezirk Ujest und die Amtsbezirke Salesche, Schloss Ujest und der Gemeindebezirk Schironowitz aus dem Amtsbezirk Schloss Großstrehlitz                                                                                                |

Der Landgerichtsbezirk hatte 1888 zusammen 300.309 Einwohner. Am Gericht waren ein Präsident, zwei Direktoren und zehn Richter tätig. Beim Amtsgericht Kreuzburg bestand eine Strafkammer für die Amtsgerichtsbezirke Kreuzburg, Pitschen, Constadt, Rosenberg und Landsberg und am Amtsgericht Lublinitz eine für die Amtsgerichtsbezirke Lublinitz und Guttentag. Mit der Verordnung, betreffend die Errichtung von Amtsgerichten in Fiddichow und Leschnitz vom 21. September 1882 wurde das Amtsgericht Leschnitz mit Sitz in Leschnitz im Gerichtsbezirk des Landgerichts Oppeln geschaffen. Sein Sprengel setzte sich wie folgt zusammen: Stadtbezirk Leschnitz und die Amtsbezirke Freivogtei Leschnitz, Wyssoka, Zyrowa und Deschowitz. Der Amtsgerichtsbezirk des Amtsgerichtes Lublinitz kam aufgrund des Versailler Vertrages zu Polen, obwohl sich in der Volksabstimmung in Oberschlesien eine Mehrheit für Deutschland ergeben hatte. Im Jahre 1939 wurde Polen deutsch besetzt. Im Rahmen der Neuorganisation der Gerichte in Ostdeutschland und im ehemaligen Polen wurden das Amtsgericht Lublinitz neu gebildet und erneut dem Landgericht Oppeln zugeordnet. Hinzu kamen noch die Amtsgerichte Krzepice und Zawiercie. Zum 1. April 1941 wurden die Landgerichtsbezirke Beuthen-Kattowitz, Bielitz, Gleiwitz, Neisse, Oppeln, Ratibor und Teschen dem neugeschaffenen Oberlandesgericht Kattowitz zugeschlagen.
Im Jahre 1945 wurde der Landgerichtsbezirk unter polnische Verwaltung gestellt, und die deutschen Einwohner wurden vertrieben. Damit endete auch die Geschichte des Landgerichtes Oppeln. Unter polnischer Verwaltung entstand das Sąd Okręgowy w Opolu.

## Richter
- Karl Magen (1922 bis 1928)
- Martin Nebesky, Landgerichtspräsident (1941)[8]